# Етикетка

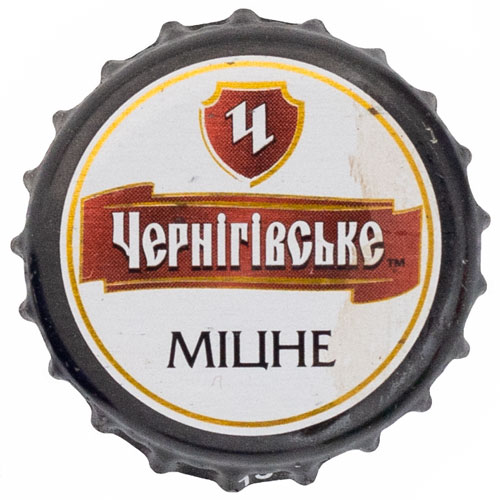
Етикетка пива

Етике́тка (фр. étiquette), ярли́к (зі ст.-монг. jarlig через тюркське посередництво) — графічний /текстовий знак, нанесений, у вигляді наклейки, бирки або талона), на товарі, експонаті, будь-якому іншому продукті виробництва із зазначенням назви, виробника, дати виробництва, терміну придатності.
Законодавство України надає таке визначення: «етикетка — бирка, напис, ярлик, що містить малюнки чи написи, написані, надруковані, нанесені за допомогою трафарету, витиснені або вдавлені та прикріплені до одиниці упаковки з харчовими продуктами».
Етике́тка (відповідно до ЄСКД) — експлуатаційний документ, який містить основні показники якості і технічні характеристики виробу, ґарантовані підприємством-виробником.
Від фр. étiquette походить і термін «етикет» (раніше запозичення з французької).

## Історія

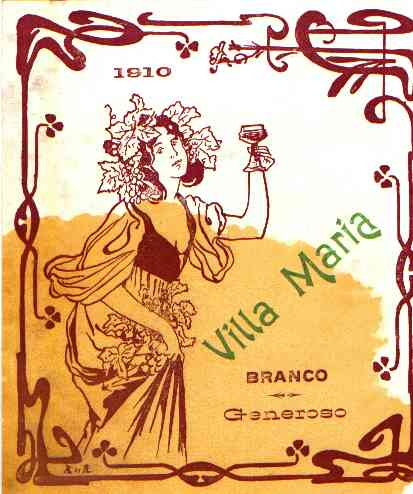
Вино з вілли Марія, 1910 р., доба сецесії.

Родоначальцями сучасних етикеток були тавра і клейма, які ставили виробники напоїв (переважно вин) на амфорах, бутлях і глиняних посудинах, а також різні навісні «носії інформації». До нашої ери людство паперу не знало, тому використовувалися, наприклад, шматочки шкіри або наклеювалися крихітні клаптики пергаменту з позначками.
Поява в Європі паперу не могла не позначитися на зовнішньому вигляді етикетки. Спочатку з причини своєї дорожнечі папір був предметом розкоші, але поступово він завоював пакувальну сферу, оскільки набагато краще приходився до ладу для передачі інформації: на паперових етикетках вміщувалося більше відомостей, ніж на клеймі або шкіряному клапті. Відтоді етикетка окрім мінімуму інформації (назви, виробника, місця виготовлення), містить рекламні заклики і вказівки до застосування.
Стрімко розвивається галузь етикетування — виноробство. До 1820 року винні етикетки стали схожі на ті, що ми знаємо нині, але відрізнялися строгим лаконічним стилем. Спочатку вони мали просту прямокутну або овальну форму. З часом бурхлива фантазія виноробів перетворювала їх на корони та на виноградні лози. На зміну переважно шрифтовому оформленню прийшли всілякі орнаменти, віньєтки і герби, янголи, султани в чалмах і Венери, побутові сцени і живописні пейзажі батьківщини вин. Одне й те саме вино могло мати різну етикетку залежно від країни, в яку воно експортувалося (вже тоді підприємці враховували особливості національної психології!). Зрозуміло, ніяких офіційних правил відносно змісту етикетки не було: зазвичай вказувалося походження вина (географічна назва), ім'я творця і місце виробництва. Поступово походження стало вказуватися все рідше, а з 1834 року винороби стали вказувати рік урожаю. В кінці XIX століття з'явилися написи про особливості смаку і тип вина. Вказувалася і професія виробника (торговець, приватний власник). У період з 1820 по 1920 роки виробництво шампанського збільшилося з 2 до 20 мільйонів пляшок на рік (у 10 разів!); напевно, не останню роль тут зіграла етикетка. Звичайний шматочок паперу став могутнім рушієм торгівлі і засобом спілкування з клієнтом.
Перші правила етикетування вин з'явилися на початку XX століття, потім всі вони об'єдналися в європейське законодавство про найменування і оформлення вин. Відтоді етикеткам приділяється велика увага: над їх художнім оздобленням працювали такі великі художники, як Сальвадор Далі, Марк Шагал, Пабло Пікассо і Енді Воргол.
Все різноманіття сучасних етикеток можна класифікувати.
Сфера застосування:
- харчова;
- винно-горілчана і безалкогольна;
- косметична і парфумерна;
- фармацевтична;
- побутова хімія;
- інші (для одягу, взуття і т. д.)

Матеріал основи:
- паперові;
- синтетичні;
- тканинні.

Спосіб нанесення:
- нанесення клею;
- з нанесенням клейового шару;
- самоклеючі;
- термоусадочні.

Форма:
- горизонтальні;
- вертикальні;
- фігурні.

Обробка:
- з тисненням фольгою;
- з конгревним тисненням;
- з голограмами;
- з термоелементами.

 Конструкція:
- прості (плоскі наклейки);
- бандеролі (паперова стрічка, що обертає довгастий продукт, наприклад буханку хліба);
- розкладні (у вигляді книжечки або проспекту, на лікарських або косметичних засобах);
- навісні (прикріплені до продукту за допомогою мотузка або ланцюжка);
- інші.

## Вимоги до етикеток товарів
Обов'язкова інформація на етикетках відрізняється залежно від їхнього типу.
Етикетки продуктових товарів мають містити:
- термін зберігання після відкриття оригінального упакування;
- рекомендації з правильного зберігання;
- харчова цінність;
- склад продукту (у порядку зменшення частки інгредієнтів) із вказанням всіх харчових добавок, ароматизаторів тощо;
- позначки ГМО-продуктів, екологічно чистих продуктів.

Етикетки побутової техніки мають містити:
- інформацію про тип техніки, марку, модель;
- характеристики приладу;
- клас захисту чи інші деталі, які пов'язані з безпекою використання приладу;
- інформацію про гарантійний термін експлуатації приладу.

Етикетки одягу чи текстильних виробів мають містити:
- інформацію про тип виробу;
- інформацію про розміри виробу;
- склад тканини;
- гарантії від виробника.

## Етикетки сирів

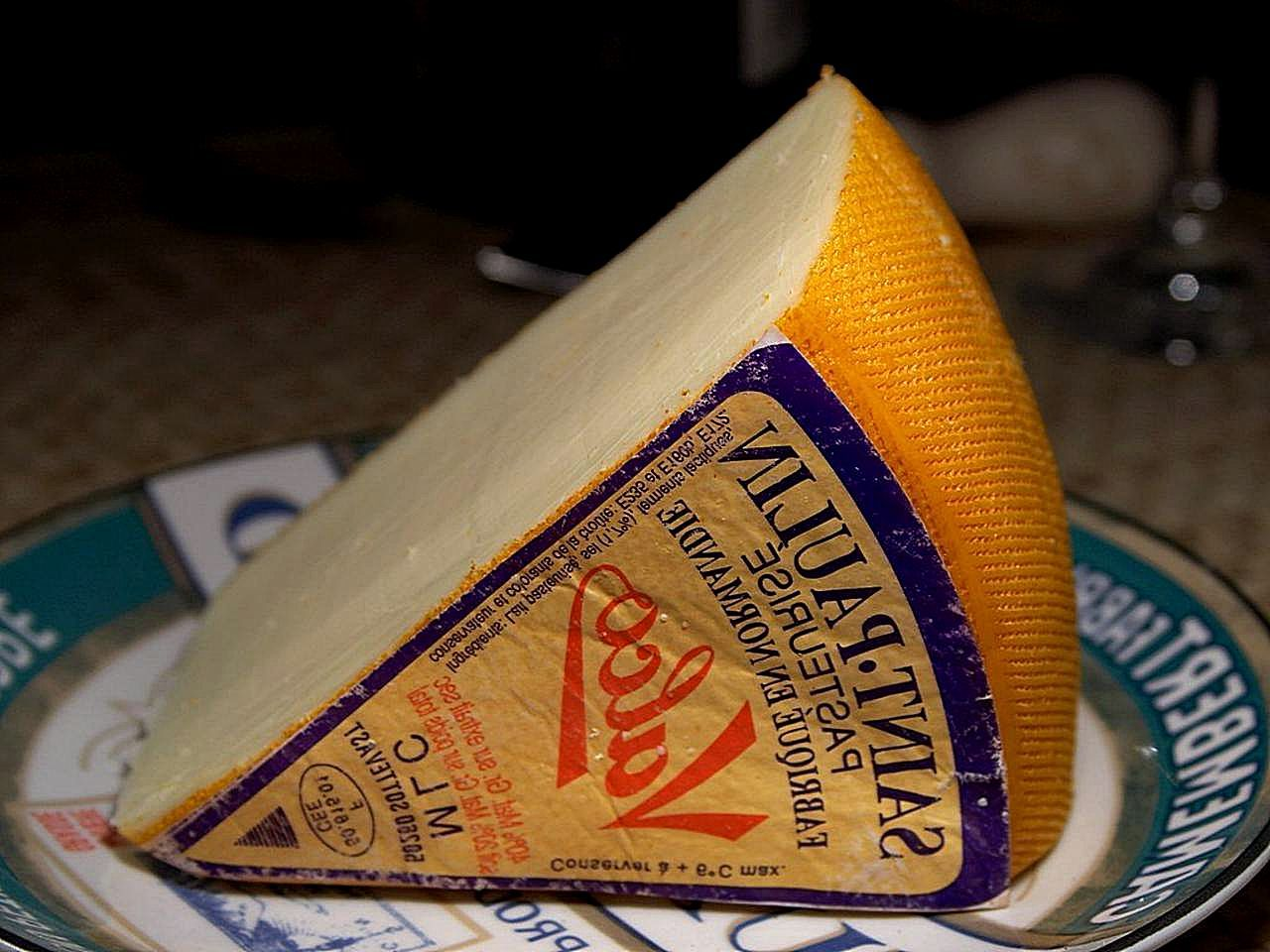
Сир Сент Полін

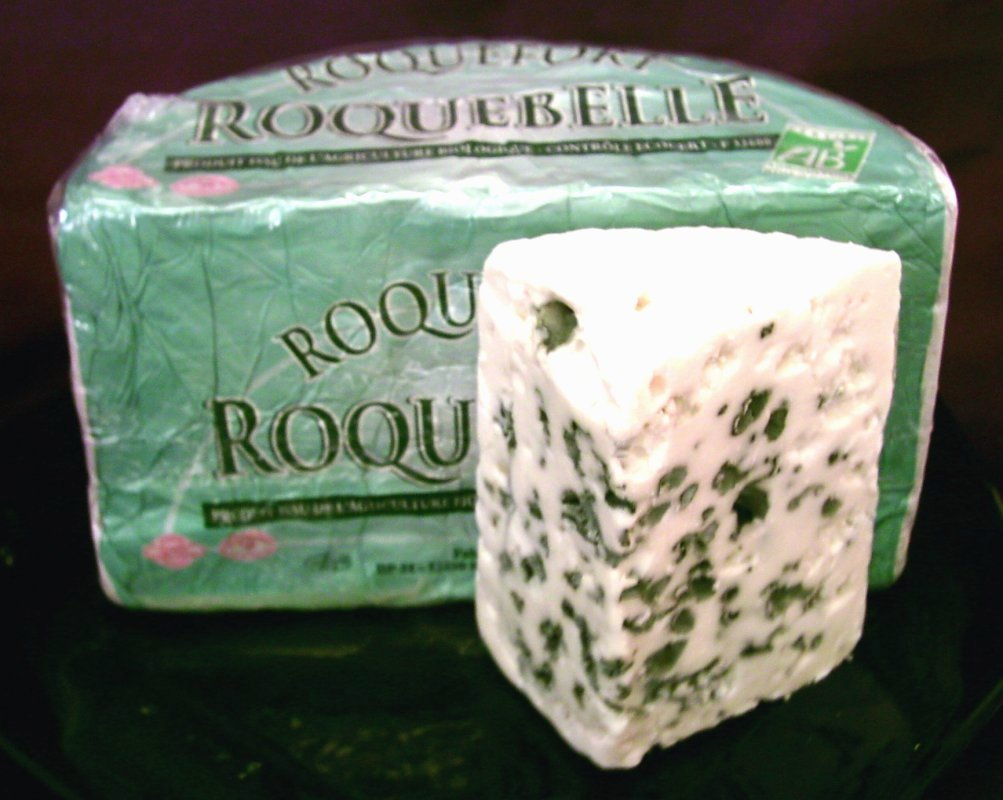
Сир Рокфор зі спеціальною лікувальною пліснівою
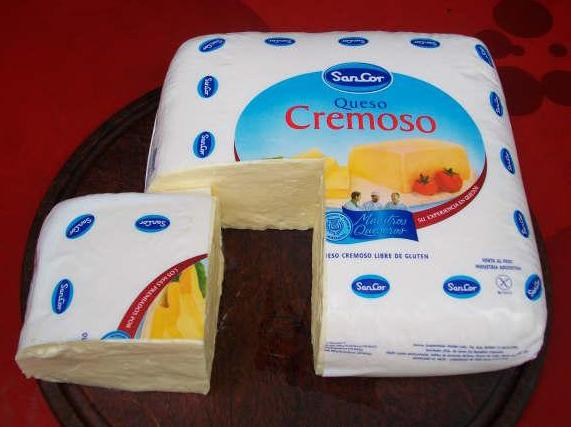
Сир Кремозо, Аргентина
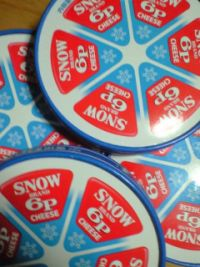
Сир  Snow Brand Milk Products, Японія

## Старовинні етикетки для вин

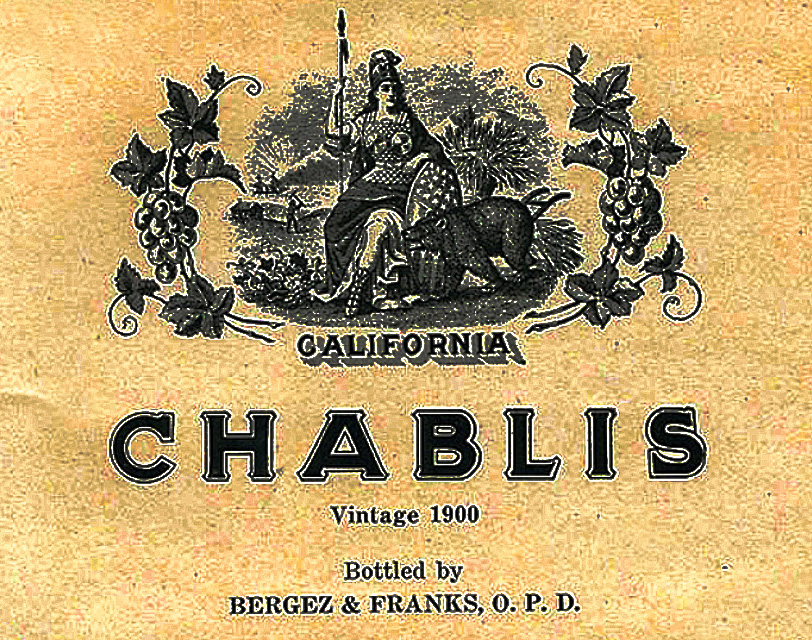
Вино «Шаблі», виготовлене в Каліфорнії, врожай 1900 року.

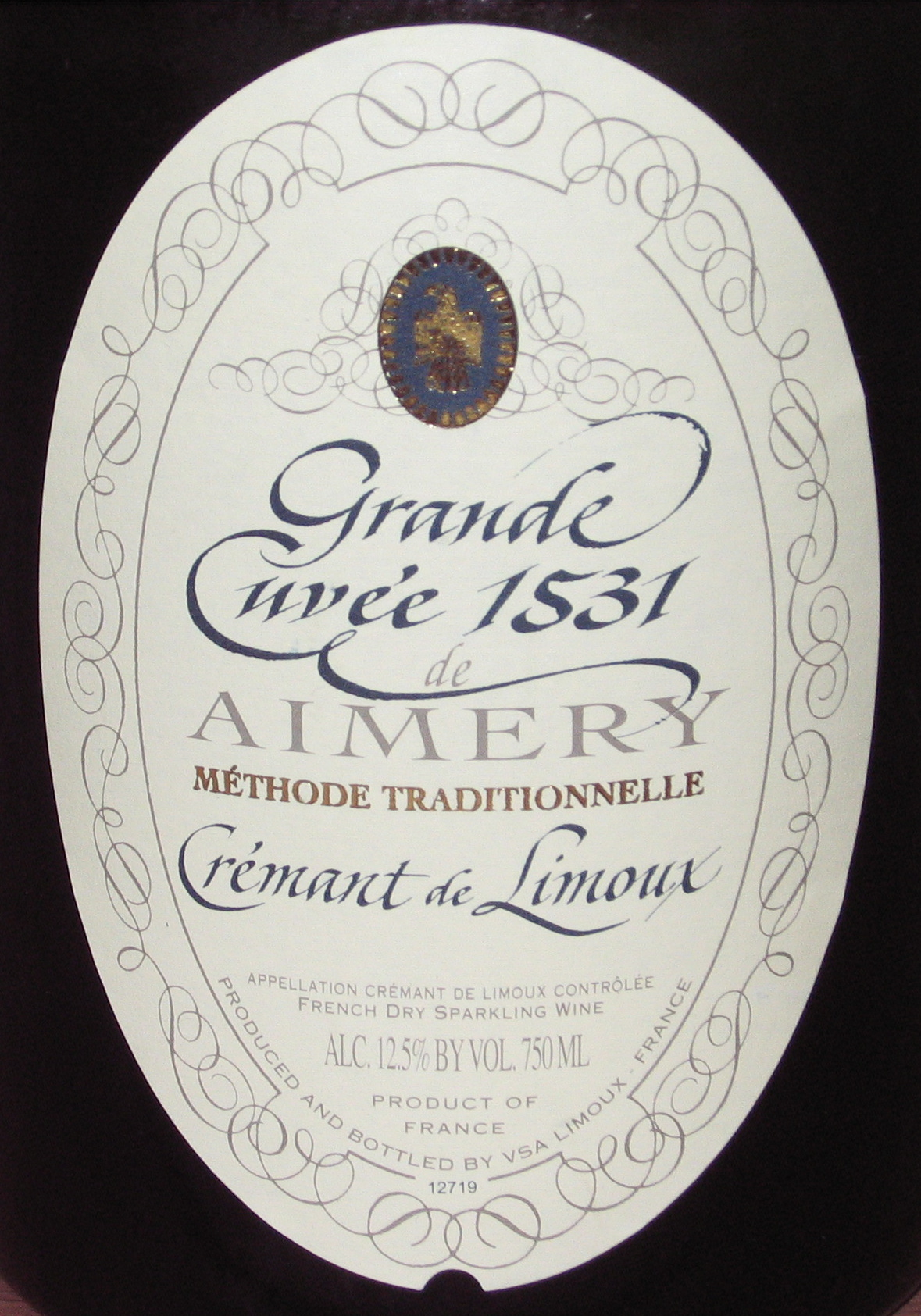
Ігристе вино «Гран Кюве», виготовлене в Креман де Ліму, південний захід Франції.
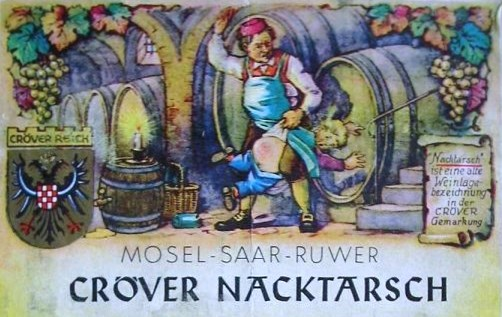
Вино «Крьовер Нактарш», врожай 1954 р.
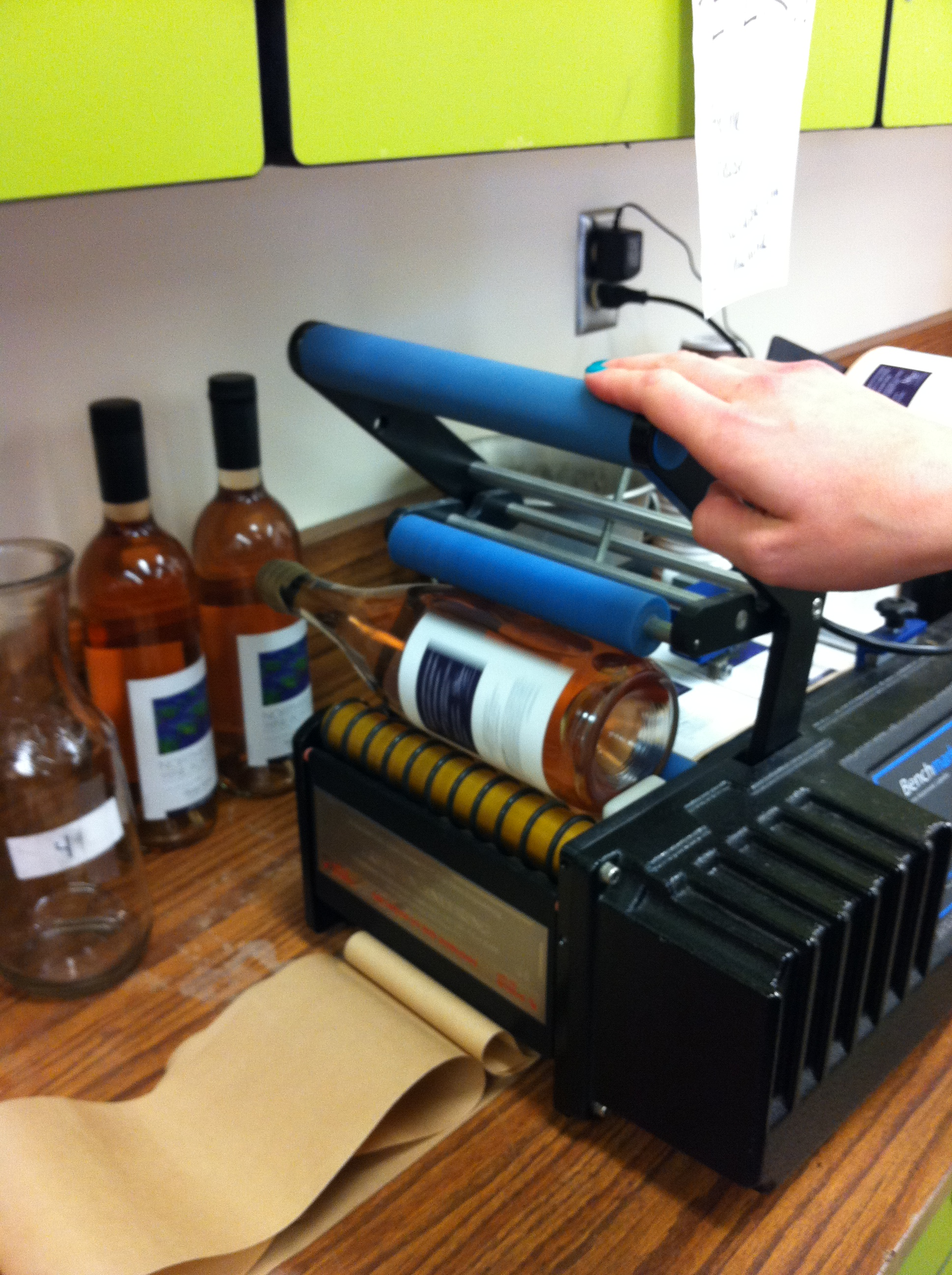
Пристрій для наклеювання винних етикеток